# 鹘州
鹘州，唐朝时设置的羁縻州。
永徽元年（650年）以薛延陀部落置，属达浑都督府。约在今蒙古国戈壁阿尔泰省中部。开耀元年（681年），侨治夏州宁朔县（今陕西省靖边县东北）界。